# Guillaume de Berghes

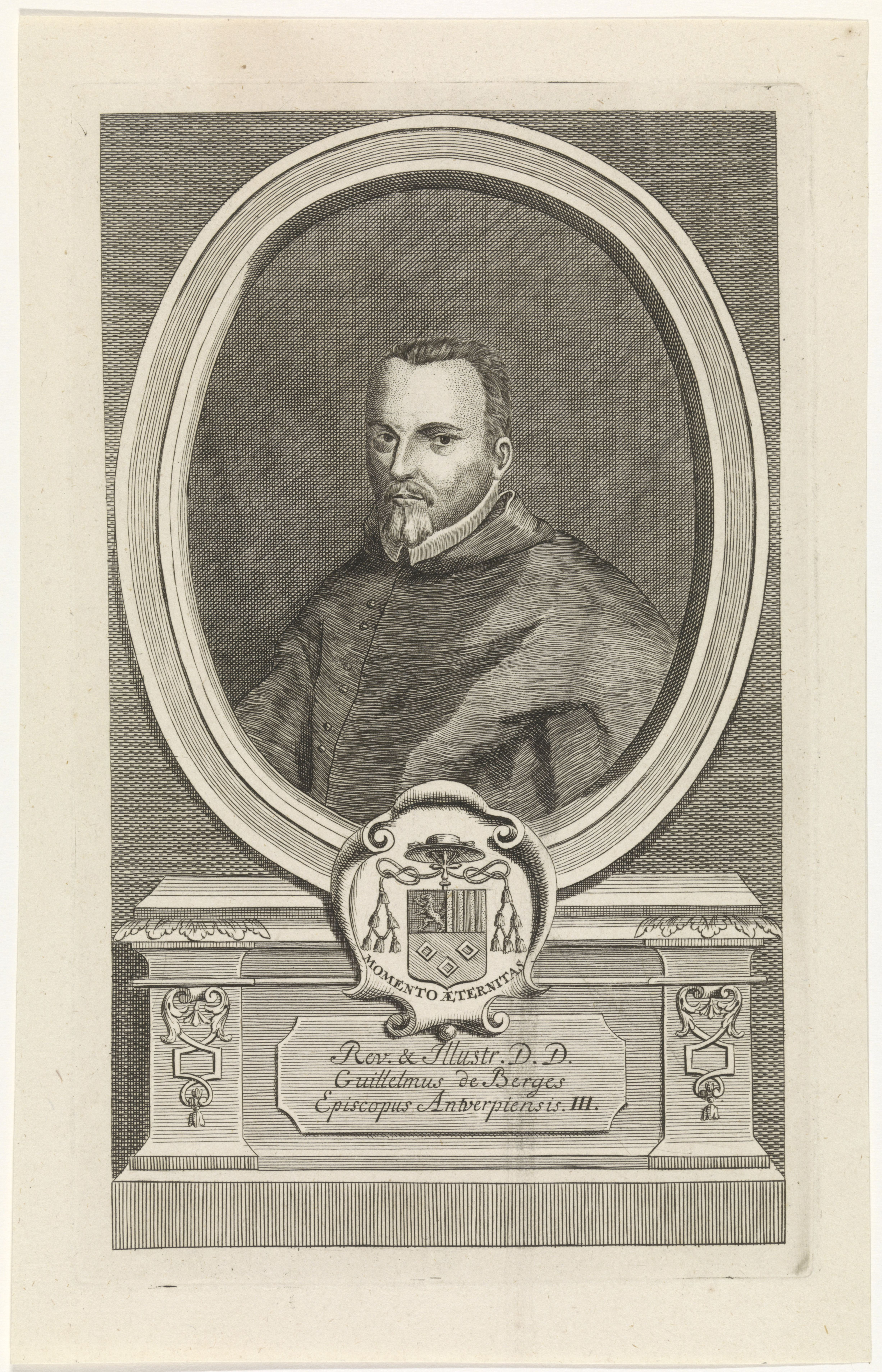
Guillaume de Berghes

Guillaume de Glymes de Berghes, Baron von Grimberghe (auch Willem van Bergen oder Wilhelm von Berghes; * 1551 in Antwerpen; † 27. April 1609 in Cambrai) war ein römisch-katholischer Fürsterzbischof, Philosoph und Jurist. Er soll in der Lütticher Politik dieser Zeit eine bedeutende Rolle gespielt haben.

## Leben
Berghes stammte aus dem brabanter Adelsgeschlecht Glymes. Er studierte an den Universitäten in Löwen, Bologna und Rom. An letzterer wurde er zum Doktor beider Rechte promoviert. Von 1575 bis 1583 hatte er die Stellung als Päpstlicher Kammerherr unter Papst Gregor XIII. inne. 1578 wurde er zudem Domherr und Dekan an der Lateranbasilika St. Johannes. Am 5. Januar 1583 erfolgte die Ernennung zum Domherr an der Lambertuskathedrale in Lüttich, an der er dann Domdechant war.
Am 14. April 1597 wurde er zum Bischof von Antwerpen ernannt, am 9. April 1601 zum Fürsterzbischof von Cambrai und damit im Regent des Hochstifts Cambrai im Range eines Herzogs. Seine Bischofsweihe als Erzbischof von Cambrai erfolgte erst am 30. Dezember 1601. In seiner Zeit als Bischof von Antwerpen war er zudem Abt von Hemiksem.